# Lipsothrix orthotenes
Lipsothrix orthotenes är en tvåvingeart som beskrevs av Alexander 1971. Lipsothrix orthotenes ingår i släktet Lipsothrix och familjen småharkrankar. Inga underarter finns listade i Catalogue of Life.